# تشارلز فريديريك دوبويس
تشارلز فريديريك دوبويس هو عالم طبيعي وعالم بقشريات الأجنحة بلجيكي، ولد في 28 مايو 1804 في بارمن في ألمانيا، وتوفي في 12 نوفمبر 1867 في بروكسل في بلجيكا.